# تحصیل شاه‌کوت
تحصیل شاه‌کوت (به انگلیسی: Shahkot) یک تحصیل در پاکستان است که در شاه‌کوت واقع شده‌است. تحصیل شاه‌کوت ۲۰۰٬۰۰۰ نفر جمعیت دارد.